# Jarred Kelenic
Jarred Robert Kelenic (Waukesha, Wisconsin, 16 de julio de 1999), más conocido como Jarred Kelenic, es un jugador profesional estadounidense de béisbol que se desempeña en la posición de jardinero izquierdo en Atlanta Braves, equipo de las Grandes Ligas de Béisbol (MLB).

## Carrera
Kelenic hizo su debut en la MLB con el equipo Seattle Mariners, en el cual jugó tres temporadas (2021-2023), después pasó a Atlanta Braves, donde lleva jugando una temporada.